# Miniarka podagryczanka
Miniarka podagryczanka (Phytomyza pubicornis) – gatunek muchówki z podrzędu krótkoczułkich i rodziny miniarkowatych.
Gatunek ten opisany został w 1920 roku przez Friedricha Georga Hendela. Jest to jedna z trzech europejskich gatunków miniarek wyspecjalizowanych w żerowaniu na podagryczniku. Badanaia męskich narządów rozrodczych ujawniły, że w przeciwieństwie do dwóch pozostałych jest gatunkiem izolowanym i nie należy do grupy P. obscurella.
Larwy tych minując liście. Ich miny są typu korytarzowego, krótkie i szerokie. znajdujące się w nich odchody są gruboziarniste i ułożone w dużych odstępach.
Miniarka znana z Belgii, Białorusi, Czech, Danii, Estonii, Holandii, Litwy, Niemiec, Norwegii, Polski, Szwecji i Wielkiej Brytanii. W Polsce notowana z podagrycznika pospolitego.